# Joachim Gasquet

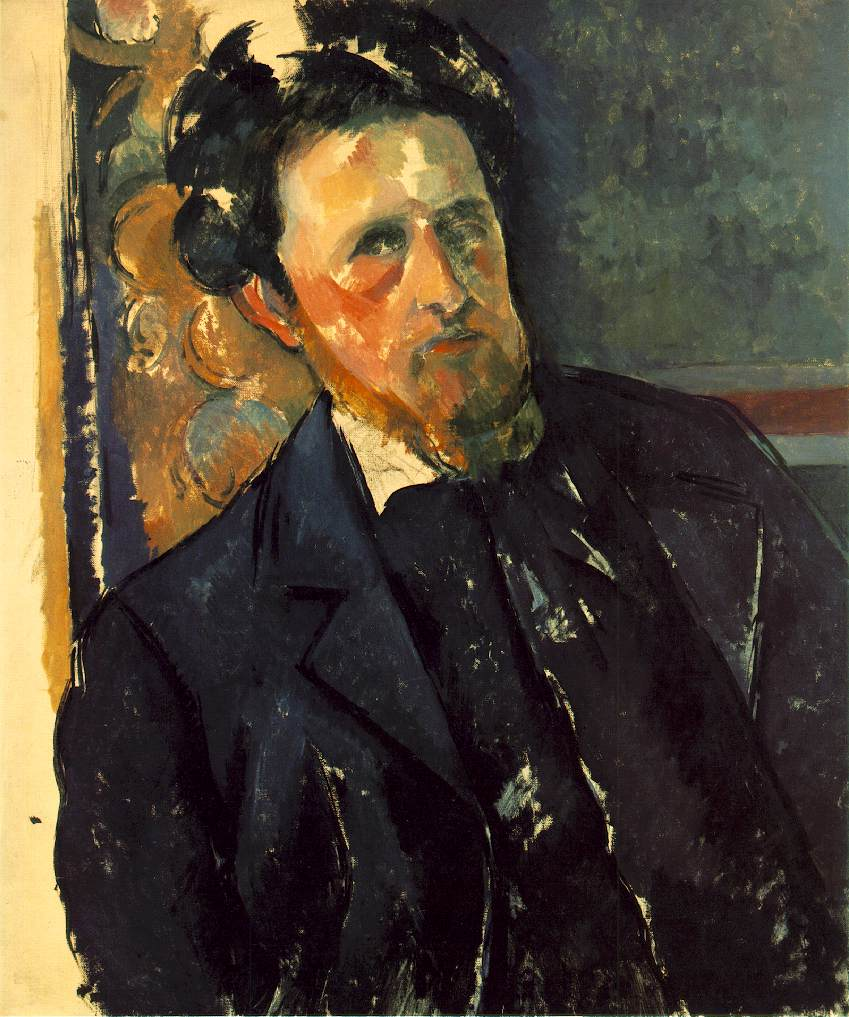
Paul Cézanne: Bildnis Joachim Gasquet, Nationalgalerie Prag, 1896

Joachim Gasquet (* 31. März 1873 in Aix-en-Provence; † 6. Mai 1921 in Paris) war ein provenzalischer Schriftsteller und Kunstkritiker.

## Leben
Geboren als Sohn des wohlhabenden Bäckermeisters Henri Gasquet, gab er schon als junger Mann verschiedene literarische Zeitschriften in Aix heraus wie 1892 La Syrinx, Les Mois dorés (1896–98), Le Pays de France (1899–1902) und studierte Philosophie an der Universität von Aix. Gasquet knüpfte freundschaftliche Verbindungen zu Schriftstellern wie Emmanuel Signoret, Marc Lafargue, Edmond Jaloux sowie zu André Gide. Sein Vater war ein Schulkamerad Paul Cézannes gewesen; die Bekanntschaft mit Cézanne nach einer Ausstellung in Aix-en-Provence im Jahr 1895 erhöhte Gasquets Begeisterung für seine Heimat, die Provence. Joachim Gasquet war seitdem ein großer Anhänger von Cézanne geworden. Der Vater, Henri Gasquet, erlaubte ihm, Cézanne bei dessen Besuchen im Louvre zu begleiten und im Atelier zu helfen. Es entstand eine tiefe Freundschaft zwischen Gasquet und Cézanne, die sich in Briefen und Gesprächen niederschlug. Im Jahr 1896 heiratete Gasquet die spätere Schriftstellerin Marie Gasquet.

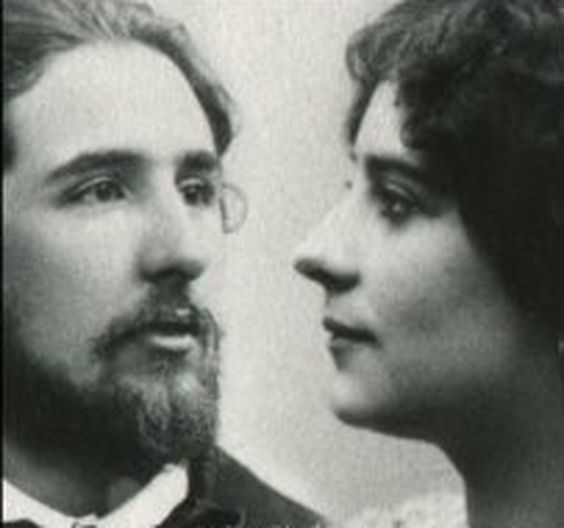
Joachim Gasquet und Marie Gasquet, um 1900

Nachdem er Anhänger von Alfred Dreyfus gewesen war, schloss er sich im Jahr 1901 einer nationalistischen Bewegung an, darauf der Action française seines Freundes Charles Maurras, und er konvertierte zum Katholizismus. Im Jahr 1921 verstarb Gasquet an den Folgen der Verletzungen, die er im Ersten Weltkrieg erlitten hatte.

## Cézanne
Sein im Jahr 1921 erschienenes Buch Cézanne legt Zeugnis ab über das Leben des Künstlers, über dessen Weltsicht und künstlerische Schaffenskraft. Das Buch erschien in zwei Bänden. Der erste Teil hat den Titel „Ce que je sais ou ai vu de sa vie“. Der Autor erzählt darin vom Leben des Künstlers seit seiner Kindheit, von seinen Reisen, seiner Art zu malen. Der zweite Teil hat den Titel „Ce qu'il m'a dit“, das seine Gespräche mit dem Künstler enthält, aufgeschrieben fünfzehn Jahre nach dem Tod Cézannes. Dessen Zusammenstellung besteht zur Hälfte aus authentischen, zur andern Hälfte aus ersonnenen Äußerungen Paul Cézannes. Schon damals besaßen die überlieferten Aussagen einen unsicheren Status. Was die Cézanne-Rezeption nicht daran hinderte, sich an Gasquets Buch zu orientieren: von ihm stammende Äußerungen durchziehen sowohl kunsthistorische Forschungen wie auch philosophisch-ästhetische Kommentare, zumal in Deutschland, wo seit 1930 eine übersetzte Ausgabe zur Verfügung gestanden hat; und sie haben die literarische Aneignung gekennzeichnet, von der noch Peter Handkes Buch Die Lehre der Sainte-Victoire von 1980 ein später Zeuge ist.

## Werke
Joachim Gasquet: Cezanne. Deutsche Ausgabe von Elsa Glaser. Cassirer Verlag, Berlin 1930